# Maniów Mały
Maniów Mały (niem. Klein Mohnau) – wieś w Polsce położona w województwie dolnośląskim, w powiecie wrocławskim, w gminie Mietków.

## Podział administracyjny
W latach 1975–1998 miejscowość administracyjnie należała do województwa wrocławskiego.

## Zabytki
Do wojewódzkiego rejestru zabytków wpisany jest:
- zespół pałacowy, z XVIII-XIX w.:
  - pałac, z połowy XVIII wieku, pierwotnie barokowy, później przebudowany na klasycystyczny, obecnie w stanie ruiny
  - park

inne obiekty:
- spichlerz z 1746 r., w pobliżu pałacu
- oficyna pałacowa koło pałacu
- dawny zajazd M. Ludwig Gasthof